# دبیرخانه اطلاعات دولتی
دبیرخانه اطلاعات دولت (به اسپانیایی: Secretaría de Inteligencia del Estado) آژانس اطلاعاتی جمهوری آرژانتین و مسئول سیستم اطلاعات ملی آن کشور است. این دبیرخانه در سال ۲۰۲۴ به دستور رئیس‌جمهور خاویر میلی ایجاد و جایگزین آژانس اطلاعات فدرال (AFI) شد.
این دبیرخانه یک سرویس فنی و اجرایی است و وظیفه جمع آوری و تولید اطلاعات و ضد جاسوسی در  داخلی و خارجی کشور و همچنین تجزیه و تحلیل و ارایه استراتژی اطلاعاتی   به منظور رسیدگی به امور امنیتی را بر عهده دارد.   